# Széchenyi Béla
Sárvár-felsővidéki gróf Széchenyi Béla István Mária (Pest, 1837. február 3. – Budapest, 1918. december 2.) magyar utazó, koronaőr, „a legnagyobb magyar”, Széchenyi István gróf és Seilern Crescence fia, Széchenyi Ödön bátyja.

## Élete
Hazai tanulmányai befejeztével Berlinben és Bonnban jogot és államtudományokat hallgatott, majd öccsével, Ödönnel, nagyobb külföldi utat tett. 1861-ben Sopron vármegye egyik kerületének országgyűlési képviselője volt. A diéta feloszlatása után a magánéletbe vonult, majd 1862-ben gróf Károlyi Gyulával Amerikába utazott. Erről az útjáról beszámolót is írt. 1865-ben ismételten képviselővé választották. 

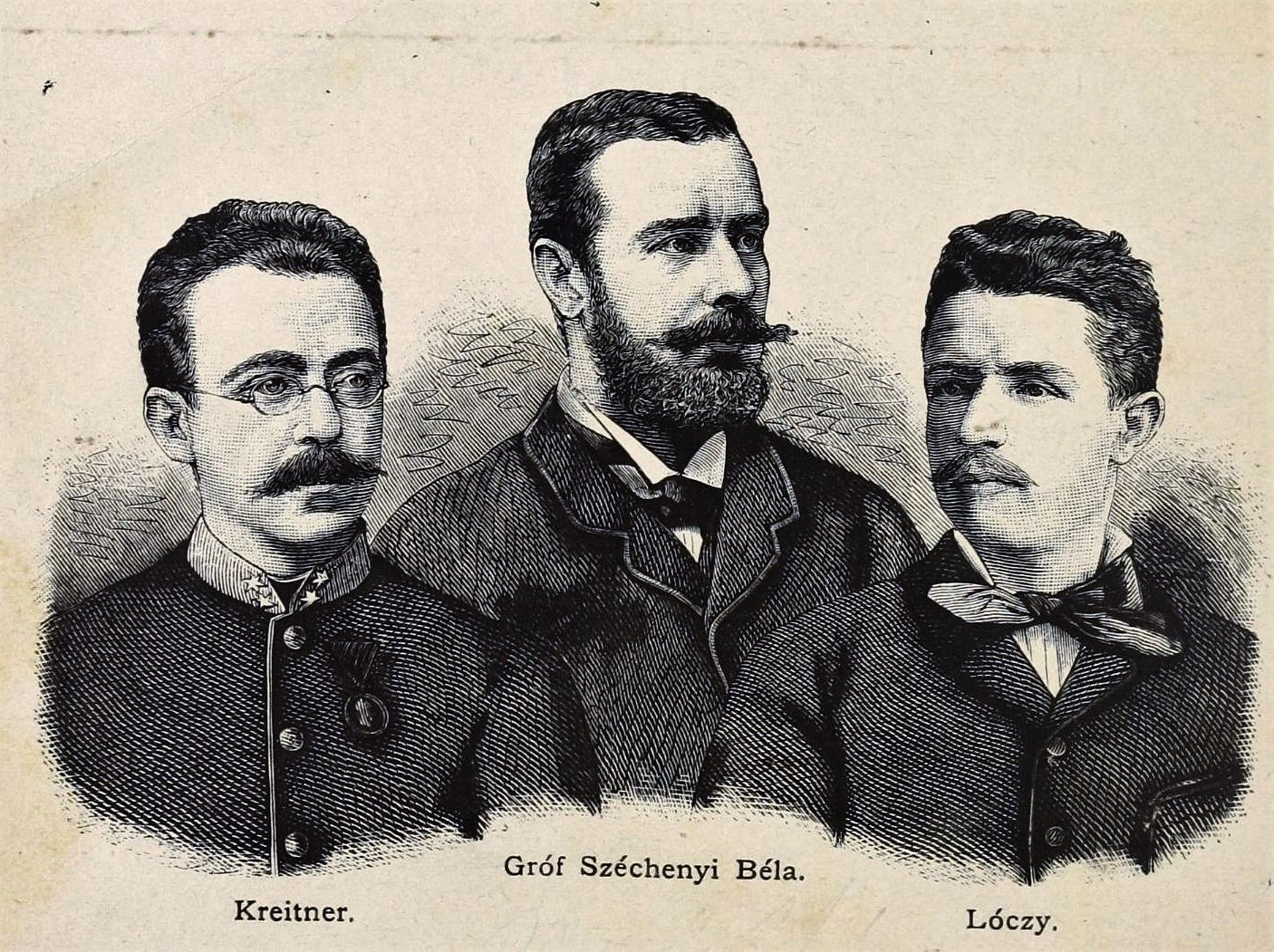
Gustav Kreitner – Széchenyi Béla – Lóczy Lajos

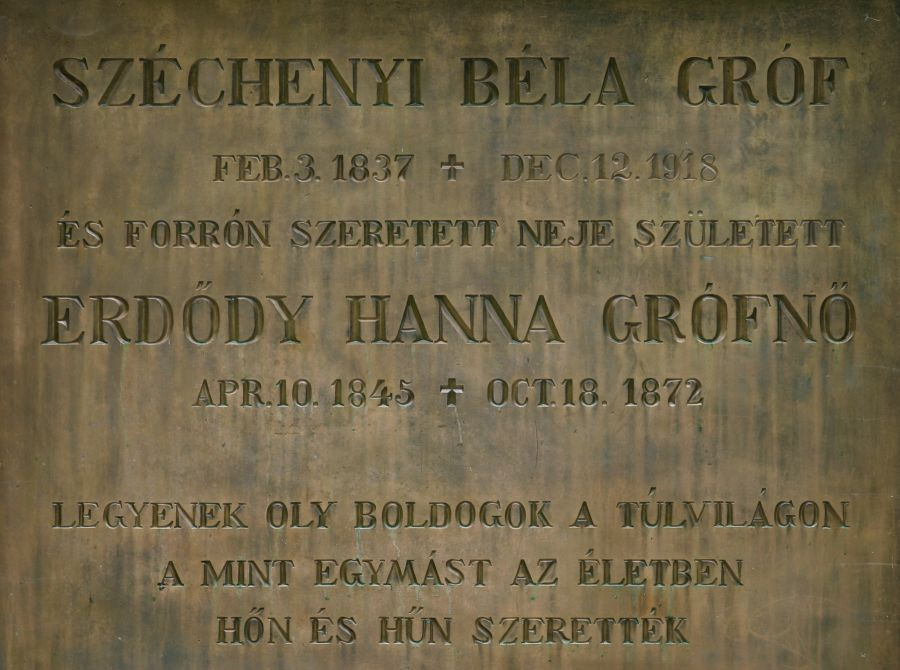
Sírfelirata

1867-ben és 1870-ben három oroszlánvadász-expedíciót tett Algériában. Útjáról a Vadász- és Versenylapba leveleket írt. 
1877. december 4-én közép-ázsiai utazásra indult, ahova elkísérte id. Lóczy Lajos geológus, Gustav Kreitner katona, topográfus és Szentkatolnai Bálint Gábor nyelvész, aki nem sokkal az indulás után hazautazott. Így hárman járták be Indiát, Japánt, Jáva szigetét, Borneót és Kína nyugati felét. Thaiföld felé indulva a tibetiek nem engedték át őket országukon, de őket megkerülve sikerült úticéljukat elérni. Lóczy több könyvében dolgozta fel az út eredményeit. Széchenyit utazásaiért a Magyar Tudományos Akadémia 1880-ban tiszteleti tagjává választotta. Később, 1896-ban, a tudományegyetem díszdoktorrá avatta, majd ugyanebben az évben ki is tüntette. 1897-ben belső titkos tanácsos, 1901-ben pedig koronaőr lett.
Nagycenken, a híres hársfasor végén áll Széchenyi Béla és neje, Erdődy Hanna gyönyörű síremléke.

## Munkái
- Amerikai utam (Pest, 1863)
- Széchenyi Béla gróf kelet ázsiai útjának tudományos eredménye (Budapest, 1890-97; angolul és németül is megjelent)
  - Wissenschaftliche Ergebnisse der Reise des Grafen Béla Széchenyi in Ostasien, 1877-1880, Wien, 1893
- Amelie Lanier: Széchenyi István és Széchenyi Béla cikkei a Timesban, 1859–1862; Kossuth Klub, Bp., 2011

## Házassága és gyermekei
1870. június 22-én, Bécsben feleségül vette monoszlói és monyorókeréki gróf Erdődy Johanna Gobertát, "Hannát" (Újmajor, 1846. április 10. – Kis-Cenk, 1872. október 18.), akinek a szülei gróf Erdődy Lajos (1814–1883), nagybirtokos, és Raymann Johanna (1809–1897) voltak. Az apai nagyszülei gróf Erdődy György (1785–1859), Varasdi főispán, nagybirtokos és gróf Marie Ottilie Gobertine von Aspremont-Lynden (1787–1866) voltak. Széchenyi Béla gróf és Erődy Hanna grófnő frigyéből két leánya született:
- gróf Széchenyi Alice (Nagycenk, 1871. szeptember 2.–Pomáz, 1945. március 20.). Férje: széki gróf Teleki Tibor (Gyömrő, 1871. május 18. – Gyömrő, 1942. szeptember 26.), földbirtokos, koronaőr, királyi titkos tanácsos, felsőházi tag.[7]
- gróf Széchenyi Johanna (Nagycenk, 1872. október 14.–Gmunden, Ausztria, 1957. november 1.). Férje: nagykárolyi Károlyi Lajos (*Heiligendamm, 1872. augusztus 10., +Friesach, 1965. május 23.), földbirtokos, vadgazda, császári és királyi titkos tanácsos, táborszernagy főrendiházi tag.[8]